# Mica Todorović
Mica Todorović (n. 1900, Sarajevo, Condominiul Bosniei și Herțegovinei – d. 1981, Sarajevo, Republica Socialistă Bosnia și Herțegovina, RSF Iugoslavia) a fost o pictoriță bosniacă, care a fost membru fondator al Asociației Artiștilor Plastici din Bosnia și Herțegovina.

## Biografie
Todorović s-a născut la Sarajevo în 1900. A studiat la Liceul de Fete de acolo, iar în 1920 s-a înscris la Academia de Arte Frumoase din Zagreb, unde a fost singura femeie din clasa ei. A absolvit în 1926 și s-a întors la Sarajevo, care a devenit un centru pentru toate tipurile de arte vizuale. Apoi Todorovici a călătorit în Italia, unde a studiat arta Renașterii. În timpul celui de-Al Doilea Război Mondial, a fost închisă în lagărul de concentrare Stara Gradiška și ulterior deportată în Austria pentru muncă forțată. În 1945 a fost membru fondator al Asociației Artiștilor Plastici din Bosnia și Herțegovina. Ea a fost, de asemenea, prima femeie care a fost membru cu drepturi depline al Academiei Bosniace de Științe și Arte, precum și membru al Academiei Sârbe de Științe și Arte. De asemenea, a fost unul dintre primii profesori ai Școlii de Arte Aplicate din Sarajevo, unde a lucrat până la pensie. Ea a decedat în 1981 și este înmormântată în Cimitirul Bare.

## Lucrări
Prima expoziție a lui Todorović a avut loc în Anglia în 1930. Ca socialistă, ea a avut legături strânse cu grupul Zagreb Zemlja, cu care a expus lucrări împreună în Ljubljana și în toată Europa. Grupul era format din artiști care lucrau în stiluri naive, prin care doreau să reprezinte viața clasei muncitoare. În 1932, s-a întors la Sarajevo și a fost membră a Partidului Comunist din Iugoslavia. Din 1937 a lucrat în principal cu vopsele și a dezvoltat un ochi puternic pentru culoare.
În 1945, ea a fost singura artistă care a depus mărturie la Comisia de Stat pentru Stabilirea Crimelor de Război din Belgrad, unde seria ei de desene „Ultimele victime din Jasenovac și Gradiška”, care înfățișează viața în lagărele de concentrare, a fost folosită ca dovezi. După cel de-Al Doilea Război Mondial, figurile umane dispar din opera ei și Todorović se inspiră din obiectele din jurul ei. În ciuda faptului că a expus colectiv în Iugoslavia și independent în Europa, prima expoziție personală a lui Todorović a avut loc la Belgrad abia în 1954. Ea a avut expoziții ulterioare la Sarajevo în 1962 și 1975 și, de asemenea, la Belgrad încă o dată în 1968.
În 1959, tabloul Veneția, care este în mare parte în nuanțe de alb, a reprezintat un punct de cotitură în stilul ei și a intrat într-o „fază albă a carierei sale”. Din 1962 lucrarea ei evoluează din nou, de data aceasta incluzând pasteluri în ulei, precum și în vopsea. În 1980 a avut loc o retrospectivă a lucrării ei la Galeria Națională a Bosniei și Herțegovinei. În 2019, desenele lui Todorović care au fost create între 1929 și 1933 au fost expuse într-o expoziție și la Galeria Națională a Bosniei și Herțegovinei. Galeria are peste 300 de lucrări în colecția sa, dintre care unele sunt expuse permanent.

### Lucrări pierdute
În 1992, clădirea de zece etaje care aparținea ziarului Oslobođenje⁠(d) a fost distrusă, iar printre pierderi s-au numărat fotografiile făcute de Todorović.

## Premii
- Ordinul de Merit al Poporului - Steaua de Aur.
- Ordinul Muncii - Steagul Roșu.

## Moștenire
O stradă din Gorica, zona Sarajevo în care a locuit îi poartă numele. 